# Jerzy Matusik
Jerzy Matusik (ur. 23 marca 1962 w Kozienicach) – generał brygady Biura Ochrony Rządu. Działacz sportowy, biznesmen.

## Życiorys
Jest absolwentem szkoły podstawowej w Janikowie, którą po latach odwiedził w 2013 roku i przekazał w darze swoją szablę generalska. W latach 1982–1986 był podchorążym Wyższej Szkoły Oficerskiej Wojsk Łączności im. płk. Bolesława Kowalskiego w Zegrzu, po której ukończeniu uzyskał tytuł zawodowy inżyniera dowódcy pododdziałów wojsk łączności.
Po ukończeniu szkoły i promocji został przydzielony do 112 Batalionu Zabezpieczenia stacjonującego w miejscowości Linin. Od 1 stycznia 1992 roku razem ze swoją jednostką znalazł się w składzie Nadwiślańskich Jednostek Wojskowych MSW. W końcowym okresie służby zajmował stanowisko szefa sztabu – zastępcy dowódcy. W latach 1994–1996 był słuchaczem Akademii Obrony Narodowej w Rembertowie. Po ukończeniu akademii, uzyskał tytuł zawodowy oficera dyplomowanego i został przydzielony do 7 Pułku Dowodzenia NJW MSWiA w Emowie i wyznaczony na stanowisko szefa sztabu – zastępcy dowódcy pułku. W 1998 roku został szefem Wydziału Łączności Stacjonarnej w Dowództwie NJW MSWiA w Warszawie.
W 1999 roku ukończył podyplomowe studia z zakresu organizacji i zarządzania w Wojskowej Akademii Technicznej. W sierpniu 2000 roku, przed likwidacją Nadwiślańskich Jednostek Wojskowych MSWiA, został przeniesiony do Biura Ochrony Rządu, na stanowisko szefa wydziału elektronicznych systemów zabezpieczeń. W 2002 roku został głównym specjalistą zespołu zamówień publicznych w Biurze Ochrony Rządu, a w 2004 roku szefem tegoż zespołu – zastępcą szefa Pionu Logistyki Biura Ochrony Rządu. W latach 2006–2007 pozostawał w dyspozycji szefa Biura Ochrony Rządu. 4 grudnia 2007 roku Minister Spraw Wewnętrznych i Administracji, Grzegorz Schetyna powołał go na stanowisko zastępcy szefa Biura Ochrony Rządu. 9 listopada 2010 r. Prezydent RP, Bronisław Komorowski, na wniosek Ministra Spraw Wewnętrznych i Administracji, Jerzego Millera, mianował go na stopień generała brygady. Od 2011 roku honorowy patron Klubu Honorowych Dawców Krwi przy Biurze Ochrony Rządu „Borowik”. W 2013 odszedł na emeryturę.
W okresie od czerwca 2014 roku do lutego 2016 był członkiem rady nadzorczej Zarządu Wywiadu Ekonomicznego S.A. – pierwszej polskiej prywatnej firmy wojskowej. Jest prezesem klubu sportowego Energia Kozienice, prezesem spółki Elektrob oraz wiceprezesem Fundacji Byłych Funkcjonariuszy Biura Ochrony Rządu. Honorowy członek oraz dowódca komisaryczny Jednostki Strzeleckiej 1442 Kozienice.

## Kontrowersje
Okres, w którym Jerzy Matusik był głównym specjalistą zespołu zamówień publicznych w BOR, oraz szefem zespołu zamówień publicznych – zastępcą szefa Pionu Logistyki BOR (lata 2002–2004) został skontrolowany przez Najwyższą Izbę Kontroli. W raporcie NIK o wynikach kontroli, w latach 2002–2004 wskazano, że osiem zamówień o ogólnej wartości 15 107,9 tys. zł udzielono z naruszeniem ustaw: o zamówieniach publicznych, prawo zamówień publicznych i o ochronie informacji niejawnych. Chodziło m.in. o zamówienie na sprzedaż i dostawę samochodów specjalnych typu reprezentacyjnego i ochronnego – bmw. W 2006 r. urzędujący szef Biura Ochrony Rządu płk Damian Jakubowski zawiadomił organy ścigania o ewentualnym popełnieniu czynów określonych w dyspozycji norm prawnych art. 231 § 1 i 266 § 2 k.k. Wzmiankowane czyny dotyczyły okresu sprawowania Postępowanie dotyczyło niedopełnienia obowiązków „w zakresie przestrzegania przepisów ustawy prawo zamówień publicznych i ustawy o ochronie informacji niejawnych w związku z realizowanymi przez BOR zamówieniami publicznymi na środki transportu i uzbrojenie oraz działania w ten sposób na szkodę interesu publicznego”.
Jerzy Matusik dwukrotnie odchodził na zaopatrzenie emerytalne (w 2007 i 2013 roku), co skutkowało dwukrotnym pobraniem świadczenia, które stanowiło wysokość osiemnastomiesięcznego uposażenia. W wypowiedzi dla prasy oficer powiedział między innymi, że to przywilej, który należy zlikwidować, bo nie przystoi dzisiejszym czasom. (...). Takie jest prawo, choć może budzić niesmak – powiedział „Rzeczpospolitej” gen. Matusik. Dodał, że gdy pełnił funkcję wiceszefa BOR proponował zmianę tego przepisu, ale nie zgodziły się na to związki zawodowe. Wypowiedz budzi kontrowersje, gdyż zgodnie z art 58 ustawy o Biurze Ochrony Rządu funkcjonariusze nie mogą zrzeszać się w związkach zawodowych.
W latach 2006–2007 Jerzy Matusik był pracownikiem dealera firmy Mercedes z Radomia. Po jego powrocie do służby na stanowisko zastępcy szefa BOR – szefa Logistyki, formacja realizowała zakupy u tegoż przedsiębiorcy. Jak tłumaczył rzecznik BOR – płk Matusik nie wykonywał czynności w postępowaniach o udzielenie zamówień, których uczestnikiem była ww. firma.

## Orderyiodznaczenia
- Srebrny Krzyż Zasługi (2004)
- Złoty Medal „Za Zasługi dla Obronności Kraju” (2003)
- Medal 50–lecia Honorowego Krwiodawstwa Polskiego Czerwonego Krzyża (2012)[13]